# Чек (Сузакский район)
Чек (кирг. Чек) — село в Сузакском районе Джалал-Абадской области Кыргызстана. Входит в состав Сайпидин-Атабековского айылного аймака.

## География
Село расположено в юго-восточной части области, на правом берегу реки Карадарьи, на расстоянии приблизительно 6 километров (по прямой) к юго-востоку от села Сузак, административного центра района.

## Население
Согласно оценочным данным Национального статистического комитета Кыргызской Республики, численность населения села на начало 2023 года составляла 1353 человека.
| год     | 2009 | 2014 | 2015 | 2020 | 2021 | 2023 |
| ------- | ---- | ---- | ---- | ---- | ---- | ---- |
| человек | 664  | 740  | 1190 | 1288 | 1284 | 1353 |